# Le Pêchereau
Le Pêchereau és un municipi francès, situat al departament de l'Indre i a la regió de Centre – Vall del Loira. L'any 2007 tenia 2.002 habitants.

## Demografia

### Població
El 2007 la població de fet de Le Pêchereau era de 2.002 persones. Hi havia 832 famílies, de les quals 216 eren unipersonals (72 homes vivint sols i 144 dones vivint soles), 320 parelles sense fills, 244 parelles amb fills i 52 famílies monoparentals amb fills.
La població ha evolucionat segons el següent gràfic:
Habitants censats

### Habitatges
El 2007 hi havia 980 habitatges, 846 eren l'habitatge principal de la família, 88 eren segones residències i 46 estaven desocupats. 942 eren cases i 36 eren apartaments. Dels 846 habitatges principals, 617 estaven ocupats pels seus propietaris, 219 estaven llogats i ocupats pels llogaters i 10 estaven cedits a títol gratuït; 7 tenien una cambra, 59 en tenien dues, 111 en tenien tres, 275 en tenien quatre i 394 en tenien cinc o més. 679 habitatges disposaven pel capbaix d'una plaça de pàrquing. A 363 habitatges hi havia un automòbil i a 392 n'hi havia dos o més.

### Piràmide de població
La piràmide de població per edats i sexe el 2009 era:
| Homes | Edats   | Dones |
| ----- | ------- | ----- |
| 0     | 95 o +  | 0     |
| 4     | 90 a 94 | 12    |
| 24    | 85 a 89 | 28    |
| 32    | 80 a 84 | 48    |
| 24    | 75 a 79 | 52    |
| 60    | 70 a 74 | 76    |
| 72    | 65 a 69 | 52    |
| 28    | 60 a 64 | 28    |
| 36    | 55 a 59 | 44    |
| 72    | 50 a 54 | 72    |
| 68    | 45 a 49 | 72    |
| 64    | 40 a 44 | 72    |
| 64    | 35 a 39 | 60    |
| 56    | 30 a 34 | 68    |
| 36    | 25 a 29 | 56    |
| 12    | 20 a 24 | 52    |
| 80    | 15 a 19 | 72    |
| 68    | 10 a 14 | 60    |
| 36    | 5 a 9   | 40    |
| 16    | 0 a 4   | 48    |

## Economia
El 2007 la població en edat de treballar era de 1.188 persones, 847 eren actives i 341 eren inactives. De les 847 persones actives 793 estaven ocupades (406 homes i 387 dones) i 54 estaven aturades (25 homes i 29 dones). De les 341 persones inactives 154 estaven jubilades, 83 estaven estudiant i 104 estaven classificades com a «altres inactius».

### Ingressos
El 2009 a Le Pêchereau hi havia 854 unitats fiscals que integraven 1.978 persones, la mediana anual d'ingressos fiscals per persona era de 17.492 €.

### Activitats econòmiques
Dels 53 establiments que hi havia el 2007, 1 era d'una empresa extractiva, 2 d'empreses de fabricació d'elements pel transport, 3 d'empreses de fabricació d'altres productes industrials, 7 d'empreses de construcció, 11 d'empreses de comerç i reparació d'automòbils, 4 d'empreses de transport, 2 d'empreses d'hostatgeria i restauració, 1 d'una empresa financera, 2 d'empreses immobiliàries, 6 d'empreses de serveis, 6 d'entitats de l'administració pública i 8 d'empreses classificades com a «altres activitats de serveis».
Dels 19 establiments de servei als particulars que hi havia el 2009, 1 era una oficina de correu, 4 tallers de reparació d'automòbils i de material agrícola, 2 guixaires pintors, 1 fusteria, 2 lampisteries, 2 electricistes, 1 empresa de construcció, 4 perruqueries, 1 agència immobiliària i 1 saló de bellesa.
Dels 2 establiments comercials que hi havia el 2009, 1 era un hipermercat i 1 una joieria.
L'any 2000 a Le Pêchereau hi havia 19 explotacions agrícoles que ocupaven un total de 936 hectàrees.

## Equipaments sanitaris i escolars
L'únic equipament sanitari que hi havia el 2009 era una farmàcia.
El 2009 hi havia 1 escola maternal i 1 escola elemental.

## Poblacions més properes
El següent diagrama mostra les poblacions més properes.